# لیلا شهید
لیلا شهید (عربی: ليلى شهيد؛ زادهٔ ۱۳ ژوئیهٔ ۱۹۴۹) سیاستمدار و نماینده فلسطین در اتحادیه اروپا است که در بیروت به دنیا آمد. وی به مدت ۱۲ سال در منصب نماینده فلسطین در پاریس بود.

## زندگی‌نامه
لیلی شهید از خانواده حسینی که از بزرگ‌ترین خانواده‌ها در فلسطین است می‌باشد. تحصیلات در رشته روان‌شناسی و انسان‌شناسی را در دانشگاه آمریکایی بیروت گذراند. در سال ۱۹۷۸ با یک نویسنده مراکشی بنام محمد براده ازدواج کرده و در مراکش ساکن شد. او نمایندگی سازمان آزادیبخش فلسطین را در ایرلند بر عهده داشت و سپس به عنوان مدیر دفتر تبلیغات این سازمان در لاهه بود که به‌طور همزمان به عنوان نماینده فلسطین در هلند و دانمارک مشغول بکار بود. وی در بین سال‌های ۱۹۹۳ و ۲۰۰۵ در سمت نماینده فلسطین در فرانسه قرار گرفت و بعد از آن هند خوری جایگزین وی گردید. او از سرزمین اشغالی فلسطین برای نخستین بار در سال ۱۹۹۴ دیدار نمود.